# Australian Open 2024
L'Australian Open 2024 è stato un torneo di tennis giocato nel complesso di Melbourne Park, a Melbourne in Australia, tra il 14 gennaio e il 28 gennaio 2024. È stata la 112ª edizione dell'Australian Open, il primo dei quattro tornei del Grande Slam dell'anno 2024. L'evento è stato organizzato dalla International Tennis Federation (ITF), e faceva parte dell'ATP Tour 2024 e del WTA Tour 2024 sotto la categoria Grande Slam.

## Torneo

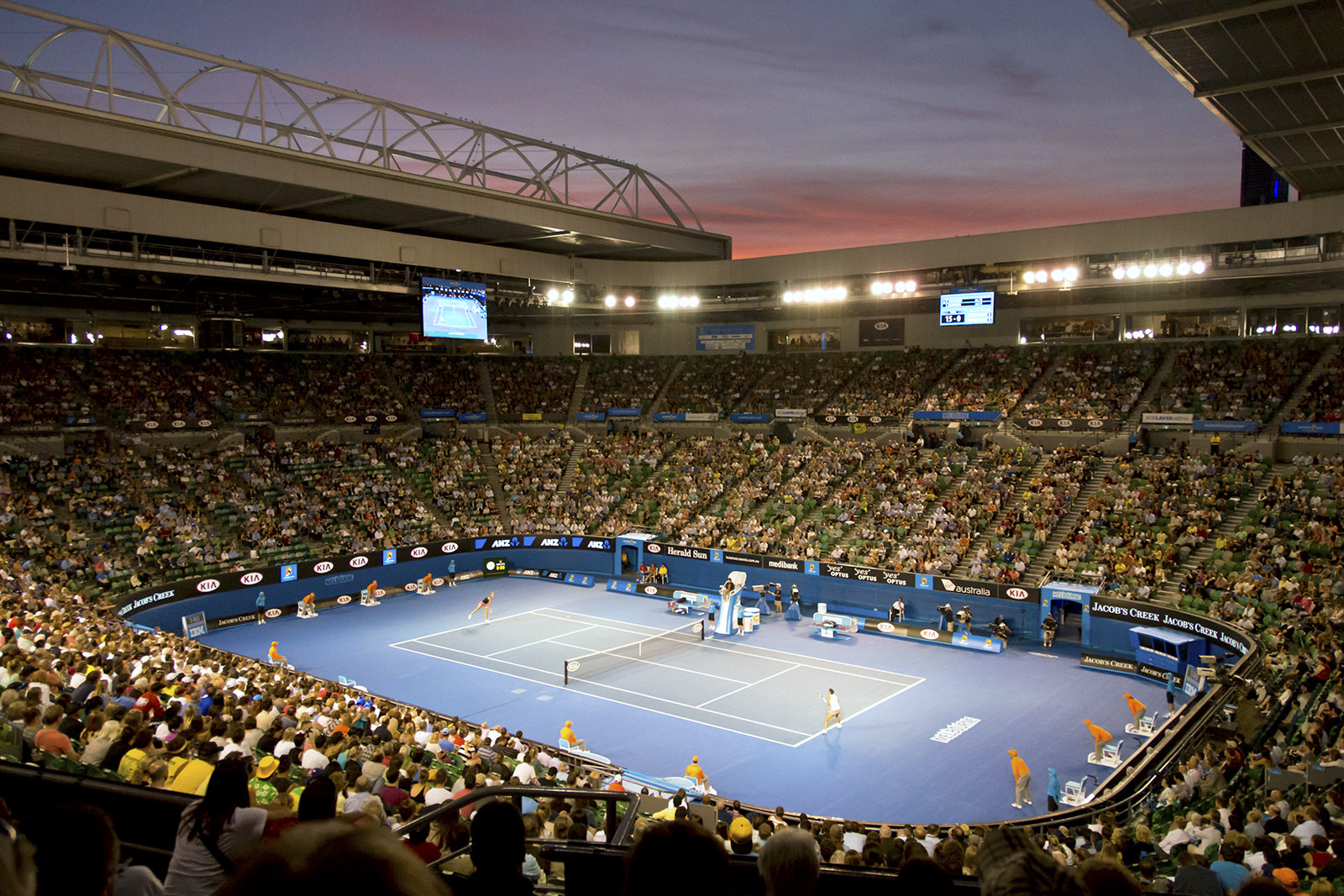
La Rod Laver Arena dove si sono giocate le finali dell'Australian Open

Il torneo è formato da competizioni di singolare e doppio maschile e femminile, e di doppio misto. Inoltre ci sono torneo di singolo e doppio per ragazzi e ragazze (giocatori sotto i 18 anni), ci sono anche eventi di singolo, doppio e quad per giocatori di tennis su sedia a rotelle maschili e femminili nella categoria del Grande Slam. Il torneo si gioca su venticinque campi in cemento GreenSet, inclusi i cinque campi principali: Rod Laver Arena, Margaret Court Arena, John Cain Arena, 1573 Arena e Kia Arena.
Il torneo ha presentato i seguenti cambiamenti rispetto alle precedenti edizioni:
- È stata la prima edizione del torneo ad avere inizio di domenica.
- I match di primo turno si sono disputati su tre giorni, invece di due.
- Le sessioni pomeridiane sui campi principali Rod Laver Arena e Margaret Court Arena prevedevano un minimo di due partite invece che di tre. Questo per evitare il protrarsi delle partite fino alle prime ore del mattino seguente, come avvenuto nel match del 2023 tra Andy Murray e Thanasi Kokkinakis che si è concluso alle 4:05 del mattino (orario locale).
- Grazie al giorno aggiuntivo, il numero di sessioni di gioco dell'evento è passato da 47 a 52.

## Teste di serie nel singolare
| Legenda colori              |
| Vincitore                   |
| Finalista                   |
| Semifinalista               |
| Quarti di finale            |
| Eliminato al 1T, 2T, 3T, 4T |

### Singolare maschile
| Tds | Rank | Giocatore                   | Punteggio precedente | Punti da difendere | Punti conquistati | Nuovo punteggio | Situazione                                    |
| --- | ---- | --------------------------- | -------------------- | ------------------ | ----------------- | --------------- | --------------------------------------------- |
| 1   | 1    | Novak Đoković               | 11,055               | 2,000              | 800               | 9,855           | Eliminato in SF da Jannik Sinner [4]          |
| 2   | 2    | Carlos Alcaraz              | 8,855                | 0                  | 400               | 9,255           | Eliminato ai QF da Alexander Zverev [6]       |
| 3   | 3    | Daniil Medvedev             | 7,555                | 90                 | 1,300             | 8,765           | Sconfitto in finale da Jannik Sinner [4]      |
| 4   | 4    | Jannik Sinner               | 6,490                | 180                | 2,000             | 8,310           | Vittoria in finale contro Daniil Medvedev [3] |
| 5   | 5    | Andrej Rublëv               | 5,010                | 360                | 400               | 5,050           | Eliminato ai QF da Jannik Sinner [4]          |
| 6   | 6    | Alexander Zverev            | 4,275                | 45                 | 800               | 5,030           | Eliminato in SF da Daniil Medvedev [3]        |
| 7   | 7    | Stefanos Tsitsipas          | 4,025                | 1,200              | 200               | 3,025           | Eliminato al 4°T da Taylor Fritz [12]         |
| 8   | 8    | Holger Rune                 | 3,815                | 180                | 50                | 3,685           | Eliminato al 2°T da Arthur Cazaux [WC]        |
| 9   | 9    | Hubert Hurkacz              | 3,320                | 180                | 400               | 3,540           | Eliminato ai QF da Daniil Medvedev [3]        |
| 10  | 10   | Alex de Minaur              | 2,950                | 180                | 200               | 2,970           | Eliminato al 4°T da Andrej Rublëv [5]         |
| 11  | 11   | Casper Ruud                 | 2,910                | 45                 | 100               | 2,965           | Eliminato al 3°T da Cameron Norrie [19]       |
| 12  | 12   | Taylor Fritz                | 2,840                | 45                 | 400               | 3,195           | Eliminato ai QF da Novak Đoković [1]          |
| 13  | 13   | Grigor Dimitrov             | 2,775                | 90                 | 100               | 2,785           | Eliminato al 3°T da Nuno Borges               |
| 14  | 14   | Tommy Paul                  | 2,670                | 720                | 100               | 2,050           | Eliminato al 3°T da Miomir Kecmanović         |
| 15  | 15   | Karen Chačanov              | 2,475                | 720                | 200               | 1,955           | Eliminato al 4°T da Jannik Sinner [4]         |
| 16  | 16   | Ben Shelton                 | 2,225                | 360                | 100               | 1,965           | Eliminato al 3°T da Adrian Mannarino [20]     |
| 17  | 17   | Frances Tiafoe              | 2,100                | 90                 | 50                | 2,060           | Eliminato al 2°T da Tomáš Macháč              |
| 18  | 18   | Nicolás Jarry               | 1,870                | 70                 | 10                | 1,810           | Eliminato al 1°T da Flavio Cobolli [Q]        |
| 19  | 22   | Cameron Norrie              | 1,710                | 90                 | 200               | 1,920           | Eliminato al 4°T da Alexander Zverev [6]      |
| 20  | 19   | Adrian Mannarino            | 1,765                | 45                 | 200               | 1,920           | Eliminato al 4°T da Novak Đoković [1]         |
| 21  | 20   | Ugo Humbert                 | 1,765                | 90                 | 100               | 1,775           | Eliminato al 3°T da Hubert Hurkacz [9]        |
| 22  | 21   | Francisco Cerúndolo         | 1,760                | 90                 | 50                | 1,720           | Eliminato al 2°T da Fábián Marozsán           |
| 23  | 24   | Alejandro Davidovich Fokina | 1,530                | 45                 | 50                | 1,535           | Eliminato al 2°T da Nuno Borges               |
| 24  | 25   | Jan-Lennard Struff          | 1,511                | 35                 | 50                | 1,526           | Eliminato al 2°T vs Miomir Kecmanović         |
| 25  | 28   | Lorenzo Musetti             | 1,440                | 10                 | 50                | 1,480           | Eliminato al 2°T da Luca Van Assche           |
| 26  | 29   | Sebastián Báez              | 1,435                | 10                 | 100               | 1,525           | Eliminato al 3°T da Jannik Sinner [4]         |
| 27  | 30   | Félix Auger-Aliassime       | 1,425                | 180                | 100               | 1,345           | Eliminato al 3°T da Daniil Medvedev [3]       |
| 28  | 31   | Tallon Griekspoor           | 1,410                | 90                 | 100               | 1,420           | Eliminato al 3°T da Arthur Cazaux [WC]        |
| 29  | 26   | Sebastian Korda             | 1,480                | 360                | 100               | 1,220           | Eliminato al 3°T da Andrej Rublëv [5]         |
| 30  | 32   | Tomás Martín Etcheverry     | 1,375                | 45                 | 100               | 1,430           | Eliminato al 3°T da Novak Đoković [1]         |
| 31  | 27   | Aleksandr Bublik            | 1,459                | 10                 | 10                | 1,459           | Eliminato al 1°T da Sumit Nagal [Q]           |
| 32  | 23   | Jiří Lehečka                | 1,555                | 360                | 50                | 1,245           | Eliminato al 2°T da Alex Michelsen            |

### Singolare femminile
| Tds | Rank | Giocatore              | Punteggio precedente | Punti da difendere | Punti conquistati | Nuovo punteggio | Situazione                                   |
| --- | ---- | ---------------------- | -------------------- | ------------------ | ----------------- | --------------- | -------------------------------------------- |
| 1   | 1    | Iga Świątek            | 9,880                | 240                | 130               | 9,770           | Eliminata al 3°T da Linda Nosková            |
| 2   | 2    | Aryna Sabalenka        | 8,905                | 2,000              | 2,000             | 8,905           | Vittora in finale contro Zheng Qinwen [12]   |
| 3   | 3    | Elena Rybakina         | 6,918                | 1,300              | 70                | 5,688           | Eliminata al 2°T da Anna Blinkova            |
| 4   | 4    | Coco Gauff             | 6,660                | 240                | 780               | 7,200           | Eliminata in SF da Aryna Sabalenka [2]       |
| 5   | 5    | Jessica Pegula         | 6,065                | 430                | 70                | 5,705           | Eliminata al 2°T da Clara Burel              |
| 6   | 6    | Ons Jabeur             | 4,076                | 70                 | 70                | 4,076           | Eliminata al 2°T da Mirra Andreeva           |
| 7   | 7    | Markéta Vondroušová    | 3,966                | 130                | 10                | 3,846           | Eliminata al 1°T da Dajana Jastrems'ka [Q]   |
| 8   | 8    | Maria Sakkarī          | 3,770                | 130                | 70                | 3,710           | Eliminata al 2°T da Elina Avanesjan          |
| 9   | 11   | Barbora Krejčíková     | 2,891                | 240                | 430               | 3,081           | Eliminata ai QF da Aryna Sabalenka [2]       |
| 10  | 12   | Beatriz Haddad Maia    | 2,830                | 10                 | 130               | 2,950           | Eliminata al 3°T da Marija Timofeeva [Q]     |
| 11  | 10   | Jeļena Ostapenko       | 3,328                | 430                | 130               | 3,028           | Eliminata al 3°T da Viktoryja Azaranka [18]  |
| 12  | 15   | Zheng Qinwen           | 2,720                | 70                 | 1,300             | 3,950           | Sconfitta in finale da Aryna Sabalenka [2]   |
| 13  | 14   | Ljudmila Samsonova     | 2,760                | 70                 | 10                | 2,700           | Eliminata al 1°T da Amanda Anisimova [PR]    |
| 14  | 13   | Dar'ja Kasatkina       | 2,778                | 10                 | 70                | 2,838           | Eliminata al 2°T da Sloane Stephens          |
| 15  | 17   | Veronika Kudermetova   | 2,555                | 70                 | 10                | 2,495           | Eliminata al 1°T da Viktorija Golubic        |
| 16  | 19   | Caroline Garcia        | 2,330                | 240                | 70                | 2,160           | Eliminata al 2°T da Magdalena Fręch          |
| 17  | 20   | Ekaterina Aleksandrova | 2,215                | 130                | 10                | 2,095           | Eliminata al 1°T da Laura Siegemund          |
| 18  | 22   | Viktoryja Azaranka     | 2,011                | 780                | 240               | 1,471           | Eliminata al 4°T da Dajana Jastrems'ka [Q]   |
| 19  | 23   | Elina Svitolina        | 1,972                | 0                  | 240               | 2,212           | Eliminata al 4°T da Linda Nosková            |
| 20  | 24   | Magda Linette          | 1,896                | 780                | 10                | 1,126           | Eliminata al 1°T da Caroline Wozniacki [WC]  |
| 21  | 25   | Donna Vekić            | 1,865                | 430                | 10                | 1,445           | Eliminata al 1°T da Anastasija Pavljučenkova |
| 22  | 27   | Sorana Cîrstea         | 1,722                | 10                 | 10                | 1,722           | Eliminata al 1°T da Wang Yafan               |
| 23  | 29   | Anastasija Potapova    | 1,694                | 70                 | 10                | 1,634           | Eliminata al 1°T da Kaja Juvan               |
| 24  | 30   | Anhelina Kalinina      | 1,600                | 130                | 10                | 1,480           | Eliminata al 1°T da Arantxa Rus              |
| 25  | 28   | Elise Mertens          | 1,713                | 130                | 70                | 1,653           | Eliminata al 2°T da Marta Kostjuk            |
| 26  | 31   | Jasmine Paolini        | 1,530                | 10                 | 240               | 1,760           | Eliminata al 4°T da Anna Kalinskaja          |
| 27  | 26   | Emma Navarro           | 1,730                | (57)†              | 130               | 1,803           | Eliminata al 3°T da Dajana Jastrems'ka [Q]   |
| 28  | 33   | Lesja Curenko          | 1,452                | 40                 | 130               | 1,542           | Eliminata al 3°T da Aryna Sabalenka [2]      |
| 29  | 32   | Zhu Lin                | 1,464                | 240                | 10                | 1,234           | Eliminata al 1°T da Océane Dodin             |
| 30  | 36   | Wang Xinyu             | 1,353                | 70                 | 10                | 1,293           | Eliminata al 1°T da Diane Parry              |
| 31  | 34   | Marie Bouzková         | 1,382                | 10                 | 10                | 1,382           | Eliminata al 1°T da Linda Nosková            |
| 32  | 35   | Leylah Annie Fernandez | 1,355                | 70                 | 70                | 1,355           | Eliminata al 2°T da Alycia Parks             |
| N/A | 37   | Marta Kostjuk          | 1,330                | 130                | 430               | 1,630           | Eliminata ai QF da Coco Gauff [4]            |
| N/A | 50   | Linda Nosková          | 1,143                | 0                  | 430               | 1,573           | Eliminata ai QF da Dajana Jastrems'ka [Q]    |
| N/A | 75   | Anna Kalinskaja        | 923                  | 10                 | 430               | 1,343           | Eliminata ai QF da Zheng Qinwen [12]         |
| N/A | 93   | Dajana Jastrems'ka     | 777                  | 10                 | 40+780            | 1,587           | Eliminata in SF da Zheng Qinwen [12]         |

† Giocatrice non qualificata al tabellone principali nel 2023. Difende i punti del suo 18º miglior risultato stagionale.

### Teste di serie ritirate
Le seguenti giocatrici sarebbero entrate in tabellone come teste di serie ma si sono ritirate prima del sorteggio.
| Rank | Giocatore        | Punteggio precedente | Punti da difendere | Nuovo punteggio | Motivo ritiro          |
| ---- | ---------------- | -------------------- | ------------------ | --------------- | ---------------------- |
| 9    | Karolína Muchová | 3,590                | 70                 | 3,520           | Infortunio al polso    |
| 16   | Madison Keys     | 2,608                | 130                | 2,478           | Infortunio alla spalla |
| 18   | Petra Kvitová    | 2,535                | 70                 | 2,465           | Maternità              |
| 21   | Belinda Bencic   | 2,077                | 240                | 1,837           | Maternità              |

## Teste di serie nel doppio
| Legenda colori          |
| Vincitori               |
| Finalisti               |
| Semifinalisti           |
| Quarti di finale        |
| Eliminati al 1T, 2T, 3T |

### Doppio maschile
| Team              | Team                   | Rank* | Tds |
| ----------------- | ---------------------- | ----- | --- |
| Ivan Dodig        | Austin Krajicek        | 3     | 1   |
| Rohan Bopanna     | Matthew Ebden          | 7     | 2   |
| Rajeev Ram        | Joe Salisbury          | 13    | 3   |
| Marcel Granollers | Horacio Zeballos       | 15    | 4   |
| Santiago González | Neal Skupski           | 20    | 5   |
| Máximo González   | Andrés Molteni         | 26    | 6   |
| Hugo Nys          | Jan Zieliński          | 37    | 7   |
| Kevin Krawietz    | Tim Pütz               | 39    | 8   |
| Jamie Murray      | Michael Venus          | 41    | 9   |
| Marcelo Arévalo   | Mate Pavić             | 45    | 10  |
| Lloyd Glasspool   | Jean-Julien Rojer      | 47    | 11  |
| Nathaniel Lammons | Jackson Withrow        | 48    | 12  |
| Nicolas Mahut     | Édouard Roger-Vasselin | 49    | 13  |
| Wesley Koolhof    | Nikola Mektić          | 51    | 14  |
| Sander Gillé      | Joran Vliegen          | 52    | 15  |
| Rinky Hijikata    | Jason Kubler           | 55    | 16  |

* Ranking all'8 gennaio 2024

### Doppio femminile
| Team                     | Team                | Rank* | Tds |
| ------------------------ | ------------------- | ----- | --- |
| Coco Gauff               | Jessica Pegula      | 6     | 1   |
| Hsieh Su-wei             | Elise Mertens       | 8     | 2   |
| Storm Hunter             | Kateřina Siniaková  | 14    | 3   |
| Gabriela Dabrowski       | Erin Routliffe      | 16    | 4   |
| Barbora Krejčíková       | Laura Siegemund     | 17    | 5   |
| Desirae Krawczyk         | Ena Shibahara       | 30    | 6   |
| Nicole Melichar-Martinez | Ellen Perez         | 32    | 7   |
| Beatriz Haddad Maia      | Taylor Townsend     | 35    | 8   |
| Demi Schuurs             | Luisa Stefani       | 37    | 9   |
| Chan Hao-ching           | Giuliana Olmos      | 44    | 10  |
| Ljudmyla Kičenok         | Jeļena Ostapenko    | 54    | 11  |
| Marie Bouzková           | Sara Sorribes Tormo | 56    | 12  |
| Miyu Katō                | Aldila Sutjiadi     | 56    | 13  |
| Marta Kostjuk            | Elena-Gabriela Ruse | 75    | 14  |
| Bethanie Mattek-Sands    | Wang Xinyu          | 79    | 15  |
| Ingrid Martins           | Monica Niculescu    | 89    | 16  |

* Ranking all'8 gennaio 2024

### Doppio misto
| Team                     | Team              | Tds |
| ------------------------ | ----------------- | --- |
| Storm Hunter             | Matthew Ebden     | 1   |
| Desirae Krawczyk         | Neal Skupski      | 2   |
| Hsieh Su-wei             | Jan Zieliński     | 3   |
| Chan Hao-ching           | Santiago González | 4   |
| Laura Siegemund          | Sander Gillé      | 5   |
| Gabriela Dabrowski       | Nathaniel Lammons | 6   |
| Nicole Melichar-Martinez | Kevin Krawietz    | 7   |
| Ellen Perez              | Jean-Julien Rojer | 8   |

## Wildcard
Ai seguenti giocatori è stata assegnata una wildcard per accedere al tabellone principale.

### Singolare maschile
- Arthur Cazaux
- James Duckworth
- Jason Kubler
- Patrick Kypson
- James McCabe
- Marc Polmans
- Shang Juncheng
- Adam Walton

### Singolare femminile
- Kimberly Birrell
- Alizé Cornet
- Olivia Gadecki
- Mai Hontama
- McCartney Kessler
- Taylah Preston
- Daria Saville
- Caroline Wozniacki

### Doppio maschile
- Alex Bolt /  Luke Saville
- Anirudh Chandrasekar /  Vijay Sundar Prashanth
- James Duckworth /  Marc Polmans
- Blake Ellis /  Andrew Harris
- James McCabe /  Dane Sweeny
- John Millman /  Edward Winter
- Tristan Schoolkate /  Adam Walton

### Doppio femminile
- Destanee Aiava /  Maddison Inglis
- Kimberly Birrell /  Olivia Gadecki
- Talia Gibson /  Priscilla Hon
- Kaylah McPhee /  Astra Sharma
- Taylah Preston /  Arina Rodionova
- Daria Saville /  Ajla Tomljanović
- Wang Yafan /  Yuan Yue

### Doppio misto
- Jaimee Fourlis /  Andrew Harris
- Arina Rodionova /  Max Purcell
- Kimberly Birrell /  John Peers
- Daria Saville /  Luke Saville
- Maya Joint /  Dane Sweeny
- Priscilla Hon /  Adam Walton
- Olivia Gadecki /  Marc Polmans
- Luisa Stefani /  Rafael Matos

## Qualificazioni

### Singolare maschile
- Dino Prižmić
- Flavio Cobolli
- Hugo Grenier
- Lloyd Harris
- Jesper de Jong
- Vít Kopřiva
- Aleksandar Kovacevic
- David Goffin
- Jakub Menšík
- Omar Jasika
- Lukáš Klein
- Giulio Zeppieri
- Dane Sweeny
- Sumit Nagal
- Térence Atmane
- Máté Valkusz

#### Lucky loser
- Hugo Gaston
- Zizou Bergs
- Shintaro Mochizuki

### Singolare femminile
- Dajana Jastrems'ka
- Renata Zarazúa
- Katie Volynets
- Anastasija Zacharova
- Fiona Ferro
- Storm Hunter
- Léolia Jeanjean
- Ella Seidel
- Rebecca Marino
- Brenda Fruhvirtová
- Alina Korneeva
- Julija Starodubceva
- Lulu Sun
- Darija Snihur
- Sára Bejlek
- Marija Timofeeva

## Ranking protetto

### Singolare maschile
- Marin Čilić (21)
- Denis Shapovalov (27)
- Milos Raonic (33)
- Kwon Soon-woo (80)
- Jiří Veselý (94)

### Singolare femminile
- Angelique Kerber (31)
- Ajla Tomljanović (33)
- Naomi Ōsaka (46)
- Shelby Rogers (51)
- Amanda Anisimova (61)
- Aleksandra Krunić (99)
- Emma Raducanu (103)

### Doppio maschile
- Marcus Daniell /  Marcelo Demoliner
- Marcos Giron /  Kwon Soon-woo

### Doppio femminile
- Shūko Aoyama /  Aleksandra Krunić
- Ulrikke Eikeri /  Catherine Harrison
- Angelica Moratelli /  Samantha Murray Sharan

## Ritiri

### Prima del torneo
I seguenti giocatori e giocatrici sarebbero entrati in tabellone, ma si sono ritirati prima del sorteggio:

#### Singolare maschile
- Reilly Opelka (33 PR) → sostituito da  Dominic Thiem (98)
- Dominic Stricker (94) → sostituito da  Yōsuke Watanuki (99)
- Rafael Nadal (9 PR) → sostituito da  Quentin Halys (100)
- Aslan Karacev (38) → sostituito da  Shintaro Mochizuki (LL)
- Borna Gojo (72) → sostituito da  Hugo Gaston (LL)
- Matteo Berrettini (92) → sostituito da  Zizou Bergs (LL)

#### Singolare femminile
- Belinda Bencic (17) → sostituita da  Jodie Burrage (98)
- Bianca Andreescu (96) → sostituita da  Claire Liu (99)
- Irina-Camelia Begu (75) → sostituita da  Aleksandra Krunić (99 SR)
- Caty McNally (71 SR) → sostituita da  Kamilla Rachimova (100)
- Karolína Muchová (8) → sostituita da  Wang Yafan (101)
- Petra Kvitová (14) → sostituita da  Tamara Zidanšek (103)
- Lauren Davis (70) → sostituita da  Emma Raducanu (103 SR)
- Madison Keys (12) → sostituita da  Sara Errani (104)
- Jennifer Brady (14 sr) → sostituita da  Kaja Juvan (105)

#### Doppio maschile
- Aleksandr Bublik /  Aslan Karacev → sostituiti da  Sriram Balaji /  Victor Vlad Cornea
- Borna Gojo /  Miomir Kecmanović → sostituiti da  Miomir Kecmanović /  Roman Safiullin

#### Doppio femminile
- Coco Gauff /  Jessica Pegula → sostituite da  Tamara Korpatsch /  Elixane Lechemia
- Marta Kostjuk /  Elena-Gabriela Ruse → sostituite da  Katarzyna Kawa /  Marta Kostjuk
- Magda Linette /  Bernarda Pera → sostituite da  Emina Bektas /  Kayla Day
- Nadia Podoroska /  Mayar Sherif → sostituite da  Linda Fruhvirtová /  Ashlyn Krueger

#### Doppio misto
- Tímea Babos /  Rohan Bopanna → sostituiti da  Jana Sizikova /  Jamie Murray
- Barbora Krejčíková /  Fabien Reboul → sostituiti da  Bethanie Mattek-Sands /  Marcelo Arévalo
- Peyton Stearns /  Rajeev Ram → sostituiti da  Heather Watson /  Joe Salisbury

## Tennisti partecipanti ai singolari

### Singolare maschile
- Singolare maschile

| Campione                     | Campione                         | Finalista             | Finalista                  |
| ---------------------------- | -------------------------------- | --------------------- | -------------------------- |
| Jannik Sinner [4]            | Jannik Sinner [4]                | Daniil Medvedev [3]   | Daniil Medvedev [3]        |
| Semifinalisti                |                                  |                       |                            |
| Novak Đoković [1]            | Novak Đoković [1]                | Alexander Zverev [6]  | Alexander Zverev [6]       |
| Eliminati ai quarti          |                                  |                       |                            |
| Taylor Fritz [12]            | Andrej Rublëv [5]                | Hubert Hurkacz [9]    | Carlos Alcaraz [2]         |
| Eliminati al 4º turno        |                                  |                       |                            |
| Adrian Mannarino [20]        | Stefanos Tsitsipas [7]           | Karen Chačanov [15]   | Alex de Minaur [10]        |
| Arthur Cazaux [WC]           | Nuno Borges                      | Cameron Norrie [19]   | Miomir Kecmanović          |
| Eliminati al 3º turno        |                                  |                       |                            |
| Tomás Martín Etcheverry [30] | Ben Shelton [16]                 | Fábián Marozsán       | Luca Van Assche            |
| Sebastián Báez [26]          | Tomáš Macháč                     | Flavio Cobolli [Q]    | Sebastian Korda [29]       |
| Tallon Griekspoor [28]       | Ugo Humbert [21]                 | Grigor Dimitrov [13]  | Félix Auger-Aliassime [27] |
| Alex Michelsen               | Casper Ruud [11]                 | Tommy Paul [14]       | Shang Juncheng [WC]        |
| Eliminati al 2º turno        |                                  |                       |                            |
| Alexei Popyrin               | Gaël Monfils                     | Jaume Munar           | Christopher O'Connell      |
| Hugo Gaston [LL]             | Francisco Cerúndolo [22]         | Lorenzo Musetti [25]  | Jordan Thompson            |
| Jesper de Jong [Q]           | Daniel Elahi Galán               | Frances Tiafoe [17]   | Aleksandar Kovacevic [Q]   |
| Matteo Arnaldi               | Pavel Kotov                      | Quentin Halys         | Christopher Eubanks        |
| Holger Rune [8]              | Arthur Fils                      | Zhang Zhizhen         | Jakub Menšík [Q]           |
| Thanasi Kokkinakis           | Alejandro Davidovich Fokina [23] | Hugo Grenier [Q]      | Emil Ruusuvuori            |
| Lukáš Klein [Q]              | Jiří Lehečka [32]                | Giulio Zeppieri [Q]   | Max Purcell                |
| Jack Draper                  | Jan-Lennard Struff [24]          | Sumit Nagal [Q]       | Lorenzo Sonego             |
| Eliminati al 1º turno        |                                  |                       |                            |
| Dino Prižmić [Q]             | Marc Polmans [WC]                | Yannick Hanfmann      | Andy Murray                |
| Stan Wawrinka                | Aleksandr Ševčenko               | Cristian Garín        | Roberto Bautista Agut      |
| Facundo Díaz Acosta          | Roberto Carballés Baena          | Marin Čilić [PR]      | Dane Sweeny [Q]            |
| Benjamin Bonzi               | James Duckworth [WC]             | Aleksandar Vukic      | Zizou Bergs [LL]           |
| Botic van de Zandschulp      | Pedro Cachín                     | Jason Kubler [WC]     | Jeffrey John Wolf          |
| Borna Ćorić                  | Shintaro Mochizuki [LL]          | Alejandro Tabilo      | Daniel Altmaier            |
| Milos Raonic [PR]            | Adam Walton [WC]                 | Arthur Rinderknech    | Nicolás Jarry [18]         |
| Vít Kopřiva [Q]              | Lloyd Harris [Q]                 | Tarō Daniel           | Thiago Seyboth Wild        |
| Yoshihito Nishioka           | Laslo Đere                       | Jiří Veselý [PR]      | Roman Safiullin            |
| David Goffin [Q]             | Federico Coria                   | Denis Shapovalov [PR] | Omar Jasika [Q]            |
| Márton Fucsovics             | Sebastian Ofner                  | Maximilian Marterer   | Constant Lestienne         |
| Dominic Thiem                | Alexandre Müller                 | Patrick Kypson [WC]   | Térence Atmane [Q]         |
| Dominik Koepfer              | Kwon Soon-woo [PR]               | James McCabe [WC]     | Bernabé Zapata Miralles    |
| Juan Pablo Varillas          | Dušan Lajović                    | Máté Valkusz [Q]      | Albert Ramos Viñolas       |
| Grégoire Barrère             | Marcos Giron                     | Yosuke Watanuki       | Rinky Hijikata             |
| Aleksandr Bublik [31]        | Mackenzie McDonald               | Daniel Evans          | Richard Gasquet            |

### Singolare femminile
- Singolare femminile

| Campionessa                 | Campionessa              | Finalista                | Finalista                 |
| --------------------------- | ------------------------ | ------------------------ | ------------------------- |
| Aryna Sabalenka [2]         | Aryna Sabalenka [2]      | Zheng Qinwen [12]        | Zheng Qinwen [12]         |
| Semifinaliste               |                          |                          |                           |
| Dajana Jastrems'ka [Q]      | Dajana Jastrems'ka [Q]   | Coco Gauff [4]           | Coco Gauff [4]            |
| Eliminate ai quarti         |                          |                          |                           |
| Linda Nosková               | Anna Kalinskaja          | Marta Kostjuk            | Barbora Krejčíková [9]    |
| Eliminate al 4º turno       |                          |                          |                           |
| Elina Svitolina [19]        | Viktoryja Azaranka [18]  | Jasmine Paolini [26]     | Océane Dodin              |
| Marija Timofeeva [Q]        | Magdalena Frech          | Mirra Andreeva           | Amanda Anisimova          |
| Eliminate al 3º turno       |                          |                          |                           |
| Iga Świątek [1]             | Viktorija Golubic        | Jeļena Ostapenko [11]    | Emma Navarro [27]         |
| Anna Blinkova               | Sloane Stephens          | Wang Yafan               | Clara Burel               |
| Elina Avanesjan             | Beatriz Haddad Maia [10] | Anastasija Zacharova [Q] | Alycia Parks              |
| Diane Parry                 | Storm Hunter [Q]         | Paula Badosa             | Lesja Curenko [28]        |
| Eliminate al 2º turno       |                          |                          |                           |
| Danielle Collins            | McCartney Kessle [WC]    | Viktorija Tomova         | Kateřina Siniaková        |
| Ajla Tomljanović [PR]       | Clara Tauson             | Elisabetta Cocciaretto   | Varvara Gracheva          |
| Elena Rybakina [3]          | Tatjana Maria            | Arantxa Rus              | Dar'ja Kasatkina [14]     |
| Katie Boulter               | Emma Raducanu [PR]       | Martina Trevisan         | Jessica Pegula [5]        |
| Maria Sakkarī [8]           | Elise Mertens [25]       | Caroline Wozniacki [WC]  | Alina Korneeva [Q]        |
| Caroline Garcia [16]        | Kaja Juvan               | Leylah Fernandez [32]    | Caroline Dolehide         |
| Ons Jabeur [6]              | Kamilla Rachimova        | Laura Siegemund          | Tamara Korpatsch          |
| Nadia Podoroska             | Anastasija Pavljučenkova | Rebeka Masarova          | Brenda Fruhvirtová [Q]    |
| Eliminate al 1º turno       |                          |                          |                           |
| Sofia Kenin                 | Angelique Kerber [PR]    | Fiona Ferro [Q]          | Marie Bouzková [31]       |
| Taylah Preston [WC]         | Kayla Day                | Jaqueline Cristian       | Veronika Kudermetova [15] |
| Kimberly Birrell [WC]       | Petra Martić             | Greet Minnen             | Camila Giorgi             |
| Wang Xiyu                   | Lulu Sun [Q]             | Yanina Wickmayer         | Markéta Vondroušová [7]   |
| Karolína Plíšková           | Cristina Bucșa           | Camila Osorio            | Diana Šnaider             |
| Anhelina Kalinina [24]      | Katie Volynets [Q]       | Olivia Gadecki [WC]      | Peyton Stearns            |
| Ashlyn Krueger              | Yuan Yue                 | Shelby Rogers [PR]       | Sorana Cîrstea [22]       |
| Zhu Lin [29]                | Renata Zarazúa [Q]       | Aleksandra Krunić [PR]   | Rebecca Marino [Q]        |
| Nao Hibino                  | Bai Zhuoxuan             | Claire Liu               | Mayar Sherif              |
| Magda Linette [20]          | Alizé Cornet [WC]        | Sara Sorribes Tormo      | Linda Fruhvirtová         |
| Naomi Ōsaka [PR]            | Daria Saville [WC]       | Julija Putinceva         | Anastasija Potapova [23]  |
| Sára Bejlek [Q]             | Darija Snihur [Q]        | Léolia Jeanjean [Q]      | Anna Karolína Schmiedlová |
| Julija Starodubceva [Q]     | Bernarda Pera            | Emina Bektas             | Wang Xinyu [30]           |
| Ekaterina Aleksandrova [17] | Sara Errani              | Jodie Burrage            | Mai Hontama [WC]          |
| Ljudmila Samsonova [13]     | Tamara Zidanšek          | Taylor Townsend          | Donna Vekić [21]          |
| Lucia Bronzetti             | Aljaksandra Sasnovič     | Ana Bogdan               | Ella Seidel [Q]           |

## Campioni

### Senior

#### Singolare maschile
Jannik Sinner ha sconfitto in finale  Daniil Medvedev con il punteggio di 3–6, 3–6, 6–4, 6–4, 6–3.
• È l'undicesimo titolo in carriera per Sinner, il primo in stagione e in un Major.

#### Singolare femminile
Aryna Sabalenka ha sconfitto in finale  Zheng Qinwen con il punteggio di 6–3, 6–2.
• È stato il secondo successo consecutivo in Australia per Sabalenka.

#### Doppio maschile
Rohan Bopanna e  Matthew Ebden hanno sconfitto in finale  Simone Bolelli e  Andrea Vavassori con il punteggio di 7–6(0), 7–5.

#### Doppio femminile
Hsieh Su-wei e  Elise Mertens hanno sconfitto in finale  Ljudmyla Kičenok e  Jeļena Ostapenko con il punteggio di 6–1, 7–5.

#### Doppio misto
Hsieh Su-wei e  Jan Zieliński hanno sconfitto in finale  Desirae Krawczyk e  Neal Skupski con il punteggio di 6(5)–7, 6–4, [11–9].

### Junior

#### Singolare ragazzi
Rei Sakamoto ha sconfitto in finale  Jan Kumstát con il punteggio di 3–6, 7–6(2), 7–5.

#### Singolare ragazze
Renáta Jamrichová ha sconfitto in finale  Emerson Jones con il punteggio di 6–4, 6–1.

#### Doppio ragazzi
Maxwell Exsted e  Cooper Woestendick hanno sconfitto in finale  Petr Brunclík e  Viktor Frydrych con il punteggio di 6–3, 7–5.

#### Doppio ragazze
Tyra Caterina Grant e  Iva Jovic hanno sconfitto in finale  Julie Paštiková e  Julia Stusek con il punteggio di 6–3, 6–1.

### Tennisti in carrozzina

#### Singolare maschile carrozzina
Tokito Oda ha sconfitto in finale  Alfie Hewett con il punteggio di 6–2, 6–4.

#### Singolare femminile carrozzina
Diede de Groot ha sconfitto in finale  Yui Kamiji con il punteggio di 7–5, 6–4.

#### Quad singolare
Sam Schröder ha sconfitto in finale  Guy Sasson con il punteggio di 6–3, 6–3.

#### Doppio maschile carrozzina
Alfie Hewett e  Gordon Reid hanno sconfitto in finale  Takuya Miki e  Tokito Oda con il punteggio di 6–3, 6–2.

#### Doppio femminile carrozzina
Diede de Groot e  Jiske Griffioen hanno sconfitto in finale  Yui Kamiji e  Kgothatso Montjane con il punteggio di 6–3, 7–6(2).

#### Quad doppio
Andy Lapthorne e  David Wagner hanno sconfitto in finale  Donald Ramphadi e  Guy Sasson con il punteggio di 6–3, 3–6, [10–2].

## Punti
| Torneo    | Torneo    | V     | F     | SF  | QF  | 4T  | 3T  | 2T | 1T | Q  | Q3 | Q2 | Q1 |
| Singolare | Maschile  | 2.000 | 1.300 | 800 | 400 | 200 | 100 | 50 | 10 | 30 | 16 | 8  | 0  |
| Singolare | Femminile | 2.000 | 1.300 | 780 | 430 | 240 | 130 | 70 | 10 | 40 | 30 | 20 | 2  |
| Doppio    | Maschile  | 2.000 | 1.200 | 720 | 360 | 180 | 90  | 0  | –  | –  | –  | –  | –  |
| Doppio    | Femminile | 2.000 | 1.300 | 780 | 430 | 240 | 130 | 10 | –  | –  | –  | –  | –  |

## Montepremi
Il montepremi totale dell'Australian Open per il 2023 è aumentato del 13,07% su base annua, raggiungendo il record di 86500000 AUD. Ciò ha rappresentato un aumento del 162% del montepremi negli ultimi dieci anni, da 33000000 AUD nell'edizione del 2014.
| Evento        | V           | F           | SF         | QF         | 4T         | 3T         | 2T         | 1T         | Q3        | Q2        | Q1        |
| Singolare     | 3150000 AUD | 1725000 AUD | 990000 AUD | 600000 AUD | 375000 AUD | 255000 AUD | 180000 AUD | 120000 AUD | 65000 AUD | 44100 AUD | 31250 AUD |
| Doppio*       | 730000 AUD  | 400000 AUD  | 227500 AUD | 128000 AUD | 75000 AUD  | N.D.       | 53000 AUD  | 36000 AUD  | N.D.      | N.D.      | N.D.      |
| Doppio misto* | 165000 AUD  | 94000 AUD   | 50000 AUD  | 26500 AUD  | N.D.       | N.D.       | 13275 AUD  | 6900 AUD   | N.D.      | N.D.      | N.D.      |

*Per squadra